# Michał Cichocki
Michał Mikołaj Cichocki (ur. we wrześniu 1770 w Warszawie, zm. 5 maja 1828 w Warszawie) – generał brygady Armii Księstwa Warszawskiego.

## Życiorys
Syn Stanisława Augusta Poniatowskiego i Magdaleny Agnieszki Lubomirskiej. Ukończył Korpus Kadetów i od 1785 służył w artylerii koronnej. W stopniu porucznika i kapitana brał udział w wojnie 1792 z Rosją. Odznaczył się w bitwie pod Dubienką. W 1793 podał się do dymisji. W 1794 powrócił do służby po wybuchu insurekcji kościuszkowskiej. Oficer sztabu gen. S. Mokronowskiego, doszedł do stopnia pułkownika. Po upadku insurekcji pozostał poza wojskiem. Mieszkał w Warszawie.
Od 1806 służył w Ministerstwie Wojny Księstwa Warszawskiego. W 1809 komendant placu w Lublinie, potem dowódca 9 Pułku Piechoty Księstwa Warszawskiego. Walczył w Hiszpanii w ramach interwencji francuskiej. Wraz z Dywizją Księstwa Warszawskiego wraca z Hiszpanii i brał udział w drugiej wojnie polskiej roku 1812 w Rosji. Osłaniał z pułkiem przeprawę na Berezynie. Tamże ranny 28 listopada 1812. W 1813 bronił Szpandawy w trakcie kampanii wiosennej.
18 czerwca 1813 mianowany pułkownikiem 4 Pułku Piechoty Księstwa Warszawskiego po wcieleniu resztek pułków 7 Piechoty Księstwa Warszawskiego i 9 Piechoty Księstwa Warszawskiego do najsilniejszego wówczas 4 Pułku Piechoty Księstwa Warszawskiego, 16 października 1813 pod Lipskiem ranny. Dowództwo pułku przejął mjr Ignacy Dobrogoyski. Awansowany na generała. Po zakończeniu wojen napoleońskich wrócił do kraju.
Od 1815 dowódca 3 Brygady Piechoty Armii Królestwa Polskiego.

## Działalność wolnomularska
Do wolnomularstwa został przyjęty w 1801 w loży Zum goldenen Leuchter (Grosse Landesloge der Freimaurer von Deutschland w Berlinie) w Warszawie. Od 25 maja 1805 był członkiem loży Świątynia Mądrości, później, w stopniu 4., loży Saint Jean de Jérusalem (Wielki Wschód Francji) w Nancy, w 1815 – członkiem zamiejscowym. W Warszawie należał do loży Bracia Polacy Zjednoczeni, następnie do loży Jedność Słowiańska (obie Wielki Wschód Polski), w 1821 miał 6. stopień wtajemniczenia.

## Odznaczenia
- Krzyż Kawalerski Orderu Virtuti Militari za Kampanię 1792 (Bitwa pod Dubienką)[4]
- Krzyż Kawalerski Orderu Legii Honorowej 11 lipca 1813[4][1]
- Krzyż Oficerski Orderu Legii Honorowej 12 października 1813[4][1]
- Order św. Włodzimierza
- Order św. Anny z Gwiazdą
- Order św. Stanisława II klasy z nadania Aleksandra I Romanowa[5]